# دولنی دووریشتی
دولنی دووریشتی (به چکی: Dolní Dvořiště) یک منطقهٔ مسکونی در جمهوری چک است که در ناحیه تشسکی کروملوو واقع شده‌است.